# Journal of Animal Ecology
Journal of Animal Ecology — британский научный журнал, посвящённый проблемам экологии с особым рассмотрением экологии животных. Основан в 1932 году.
Официальный орган Британского экологического общества (British Ecological Society).

## История
Основан в 1932 году. Издаётся издательством Wiley-Blackwell совместно с British Ecological Society, которое также выпускает журналы Journal of Ecology, Journal of Applied Ecology и Functional Ecology.
Все статьи журнала доступны подписчикам на сайте журнала и издательства Wiley InterScience в интернете.
По уровню цитирования (Импакт-фактор, Science Citation Index) входит в десятку самых значимых в мире журналов в категории зоология за 28 лет (1981—2008).

## Тематика
В журнале Journal of Applied Ecology  публикуются оригинальные исследования по всем аспектам экологии животных наземных и водных экосистем, включая экосистемную экологию, популяционную экологию, поведенческую экологию, физиологическую экологию.

## ISSN
ISSN 0021-8790

## Адрес
- «Journal of Animal Ecology» — Charles Darwin House, 12 Roger Street, Лондон WC1N 2JU, UK